# Boros Tóbi Mihály
Boros Tóbi Mihály (Kecskemét, 1777. augusztus 30. – Pécel, 1845. május 29.) péceli református lelkész, a Pesti református egyházmegye és a Dunamelléki Református Egyházkerület tanácsbírája.

## Családja
Édesapja Boros Tóbi János, édesanyja Tasnádi Erzsébet. Apai nagyanyja Szőnyi Zsuzsanna, Szőnyi Kovács Gergely váli, alsónémedi és monori református lelkész és Vecsei Judit lánya. Apai nagyanyja révén rokonságban állt Szőnyi Benjámin hódmezővásárhelyi református lelkésszel, aki Szőnyi Zsuzsanna testvére volt. Apai nagyanyai dédanyja, Vecsei Judit pedig Vecsei János a Tiszántúli református egyházkerület püspöke volt.
Testvére, Boros Tóbi István (Kecskemét, 1783. január 3. - Fót, 1843. július 2.) rákoscsabai és fóti református lelkész.
Első felesége nemes Udvardy Erzsébet ( - Pécel, 1819. július 7.).
Második feleségét nemes balatonfüredi Somody István (Szentkirályszabadja, 1759. október 24. - Sárbogárd, 1845. május 1.) sábogárdi református lelkész és Látzai Mária (Sárospatak, 1772. január 26. - Sárbogárd, 1827. január 19.) lányát, nemes balatonfüredi Somody Esztert (Sárbogárd, 1794. szeptember 18. - Pécel, 1824. április 14.) Sárbogárdon 1819. december 8-án vette el.
Gyermekei:
- Sámuel (Pécel, 1811. október 20.[7] - )
- János, ügyvéd, Kecskemét város tisztiügyésze (Pécel, 1813. július 2.[8] - Nagyszalonta, 1883. június) felesége: Kecskemét, 1840. február 22.[9] nemes diósadi Deák Judit
- Erzsébet (Pécel, 1817. szeptember 7.[10] - )
- Eszter (Pécel, 1823. november 10.[11] - ) férje: Kecskemét, 1845. december 3.[12] nemes lófő középajtai Nagy László ügyvéd

## Tanulmányai, pályafutása
Tanulmányairól keveset tudunk. 1807-ben a jénai egyetem tanulója volt.
Tanulmányai befejezésével 1808 májusában jelentkezett a lelkészi vizsgára. A Pesti református egyházmegye 1810. május 28-án tartott ülésén a közgyűlés előtt gróf Ráday Pál szólalt fel mellette és kifejezte a péceli református gyülekezet és a helyi földesurak kívánságát arra vonatkozóan, hogy Boros Tóbi Mihályt a közgyűlés Pécelre nevezze ki rendes lelkésszé, ezzel együtt magasabb fizetést biztosított számára. Lelkészsége idején kapott a péceli református templom orgonát. A Dunamelléki Református Egyházkerület 1822 májusában Pécelen tartott közgyűlésén a Pesti református egyházmegye és az egyházkerület tanácsbírójává választották, amely tisztséget haláláig viselte. 1825. március 31-én tűzvész pusztított Pécelen. Boros Tóbi Mihály aktívan közreműködött a tűz megfékezésében, a lángok közül mentette ki gyermekeit és a református gyülekezet legrégebbi iratait. Minden igyekezete ellenére a templom, a parókia és az iskolai is elpusztult a tűzben, amelyben a Ráday-kastély is súlyos károkat szenvedett. Boros Tóbi Mihály a tragédiát követően saját éves jövedelméből 82 váltóforintot osztott szét a gyülekezet tagjai között, közreműködött a templom, a parókia és az iskola újjáépítésében. Az 1831. évi kolerajárvány idején sokat fáradozott a betegek gyógyításán, többek között neki köszönhető, hogy Pécel súlyosabb veszteségek nélkül megmenekült.
Boros Tóbi Mihály pártfogói voltak többek között Báthory Gábor a Dunamelléki református egyházkerület püspöke, és a gróf Ráday család több tagja, gróf Ráday Pál és gróf Ráday Gedeon.

## Halála
Boros Tóbi Mihály 36 éves lelkészi szolgálat után 67 éves korában, 1845. május 29-én hunyt el Pécelen. Halálának híréről nemes sajógalgóczi és ecsegi Galgóczy Zsigmond református iskolai tanító levélben értesítette Török Pál akkori pesti református lelkészt, a Dunamelléki református egyházkerület későbbi püspökét, aki 1845. május 31-én gyászbeszédet mondott az elhunyt lelkipásztor sírja felett.

## Munkái
- Nemzeti gyász mellyen I-ső Ferencz apostoli királyunk XLIII-dik esztend. dicsőséges uralkodása után LXVII-dik évi megszüntét kesergé a' hely. vallástételt követő péczeli eklézsia tagjaival aprilis 12-dikén 1835-dik esztendőben Boros Tóbi Mihály. Pest, 1835.

## Származása
| Boros Tóbi Mihály (Kecskemét, 1777. augusztus 30.– Pécel, 1845. május 29.) református lelkész, Pesti református egyházmegye és a Dunamelléki református egyházkerület tanácsbírája | Apja: Boros Tóbi János  | Apai nagyapja: Boros Tóbi Mihály | Apai nagyapai dédapja:                                                                                         |
| Boros Tóbi Mihály (Kecskemét, 1777. augusztus 30.– Pécel, 1845. május 29.) református lelkész, Pesti református egyházmegye és a Dunamelléki református egyházkerület tanácsbírája | Apja: Boros Tóbi János  | Apai nagyapja: Boros Tóbi Mihály | Apai nagyapai dédanyja:                                                                                        |
| Boros Tóbi Mihály (Kecskemét, 1777. augusztus 30.– Pécel, 1845. május 29.) református lelkész, Pesti református egyházmegye és a Dunamelléki református egyházkerület tanácsbírája | Apja: Boros Tóbi János  | Apai nagyanyja: Szőnyi Zsuzsanna | Apai nagyanyai dédapja: Szőnyi Kovács Gergely ( – Monor, 1723. ) váli, alsónémedi és monori református lelkész |
| Boros Tóbi Mihály (Kecskemét, 1777. augusztus 30.– Pécel, 1845. május 29.) református lelkész, Pesti református egyházmegye és a Dunamelléki református egyházkerület tanácsbírája | Apja: Boros Tóbi János  | Apai nagyanyja: Szőnyi Zsuzsanna | Apai nagyanyai dédanyja: Vecsei Judit                                                                          |
| Boros Tóbi Mihály (Kecskemét, 1777. augusztus 30.– Pécel, 1845. május 29.) református lelkész, Pesti református egyházmegye és a Dunamelléki református egyházkerület tanácsbírája | Anyja: Tasnádi Erzsébet | Anyai nagyapja:                  | Anyai nagyapai dédapja:                                                                                        |
| Boros Tóbi Mihály (Kecskemét, 1777. augusztus 30.– Pécel, 1845. május 29.) református lelkész, Pesti református egyházmegye és a Dunamelléki református egyházkerület tanácsbírája | Anyja: Tasnádi Erzsébet | Anyai nagyapja:                  | Anyai nagyapai dédanyja:                                                                                       |
| Boros Tóbi Mihály (Kecskemét, 1777. augusztus 30.– Pécel, 1845. május 29.) református lelkész, Pesti református egyházmegye és a Dunamelléki református egyházkerület tanácsbírája | Anyja: Tasnádi Erzsébet | Anyai nagyanyja:                 | Anyai nagyanyai dédapja:                                                                                       |
| Boros Tóbi Mihály (Kecskemét, 1777. augusztus 30.– Pécel, 1845. május 29.) református lelkész, Pesti református egyházmegye és a Dunamelléki református egyházkerület tanácsbírája | Anyja: Tasnádi Erzsébet | Anyai nagyanyja:                 | Anyai nagyanyai dédanyja:                                                                                      |